# ACME (アルバム)
『ACME』（アクメ）は、MONOBRIGHTの4枚目のオリジナルアルバム。2011年5月11日にデフスターレコーズから発売された。キャッチコピーは、「ヒダカトオル（ex-BEAT CRUSADERS）加入後初のフル・アルバム[4th] MONO凄い2011 BRIGHTEST POP作でイクッところまでイッちゃって。」

## 解説
前作から7か月での発売となるアルバム。2010年2月に発表された「monobright DO10!! 攻約宣言」通り、2011年春の発売となった。ヒダカトオル加入後初のオリジナルアルバムである。初回生産限定盤にはボーナストラックとして、「宇宙のロック（淫ダストリアルver.）」が収録されている。

## 収録曲
（全作詞：桃野陽介、編曲：MOMOBRIGHT）
1. 淫ピーDANCE [2:45]
作曲：MONOBRIGHT
インストゥルメンタル曲。
2. DANCING BABE [3:24]
作曲：桃野陽介
3. NO CONTROL [3:30]
作曲：桃野陽介
4. 宇宙のロック（淫ダストリアルver.）[1] [3:49]
作曲：桃野陽介
限定発売された10thシングル曲。ヒダカを含めた5人編成での再録バージョン。
5. Timeless Melody [4:33]
作曲：ヒダカトオル
6. 踊りませんか [3:14]
作曲：桃野陽介
7. Pet [3:09]
作曲：桃野陽介
8. 夜明けのバル [5:48]
作曲：桃野陽介
9. スロウダイヴ [5:18]
作曲：桃野陽介
ミニアルバム「淫ビテーションe.p.」収録曲の別バージョン。
10. COME TOGETHER [4:41]
作曲：MONOBRIGHT
11thシングル曲（両A面）。
11. miu [3:50]
作曲：桃野陽介
12. WONDER WORLD [4:29]
作曲：ヒダカトオル
本作のリード・トラック。PVが制作された。PVにはグラビアレスラーの愛川ゆず季が出演している。この共演がきっかけで、現在この楽曲が愛川の入場曲として使用されている[2]。
作曲者のヒダカ曰く「（クレジットに関して）実際は5人でセッションしながらできた曲。たまたま俺がメロディを書いただけ」[3]。